# سالوادور، باهیا
سالوادور، (به اسپانیایی: Salvador de Bahía)، (تلفظ: salvəˈdôr - de - bäˈēə) شهری بندری و مرکز ایالت باهیا در برزیل است. سالوادور اولین پایتخت دستگاه حکومتی استعماری پرتغالی‌ها و یکی از مراکز اصلی تجارت بردگان در جهان بوده است. سالوادور امروزه شهری غنی و پرتنوع است که با فقر و نرخ بالای جرم و جنایت دست و پنجه نرم می‌کند. سالوادور در شرق برزیل در ساحل اقیانوس اطلس جای گرفته و در سال ۱۵۴۹ ساخته شد.

## تاریخچه
ملوانان پرتغالی نخستین بار در سال ۱۵۰۰ میلادی، در بندر سالوادور کناره گرفتند.

## مناطق
محلهٔ «پلورینیو» از مهم‌ترین مناطق شهر سالوادور محسوب می‌شود.

## مترو
متروی سالوادور در سال ۲۰۱۴ تأسیس شده و هم‌اکنون دارای ۱ خط و ۸ ایستگاه است.